# Baldassarre Longhena

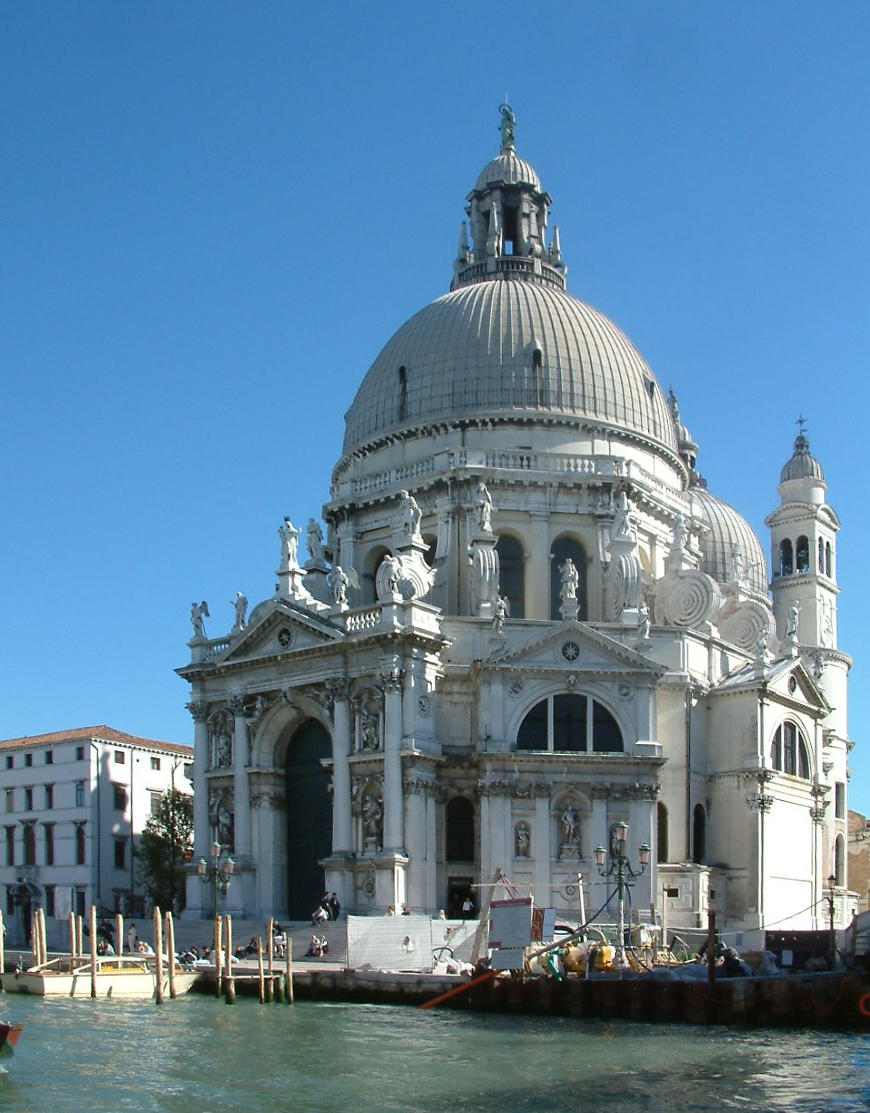
Basílica de Santa Maria da Saúde, Veneza.

Baldassarre Longhena (Veneza, 1598 – Idem, 18 de fevereiro de 1682) foi um arquitecto italiano do século XVII, trabalhando principalmente em Veneza, sendo um dos maiores expoentes do período Barroco.

## Biografia
Longhena estudou com o arquiteto Vincenzo Scamozzi, completando, após a morte deste, a monumental Procuratie Nuove, na praça de São Marcos, um complexo de residências e escritórios para os funcionários da República de Veneza, que dá à praça sua aparência atual.
Seu trabalho mais conhecido é a Basílica de Santa Maria da Saúde, iniciada em 1631, em agradecimento à Virgem pelo fim da praga, que assolou a cidade em 1630. Esta igreja, com dois domos na península entre o Grande Canal e o Zattere, é um dos marcos da cidade. Sua entrada principal, concebida como um arco do triunfo romano ornado com colunas coríntias, foi depois copiada em várias outras igrejas.
Desenhou outras igrejas pela cidade, como a Chiesa dell Ospedaletto e Santa Maria degli Scalzi. Um de seus maiores projetos foi a catedral de Chioggia, entre 1624 e 1647. Como complemento a esta, elaborou dois elegantes palácios no Grande Canal, chamados Ca' Rezzonico e Ca' Pesaro, completados após sua morte.